# Ann Patricia Christiansen
Ann Patricia "Mopper" Christiansen (født Coleman 9. juni 1938 i England, død 21. november 2016 på Diakonissestiftelsens Hospice) var deltager i Familien fra Bryggen gennem ti sæsoner. Hun var mor til Mikkel Kessler og Linse Kessler. Derudover havde hun også en søn i England, som voksede op hos sin mormor og morfar. Han hedder Mark Coleman og er halvstorebror til Linse og Mikkel Kessler.
Hendes barnebarn er Stephanie Karma Salvarli.